# Carcharhinus amblyrhynchoides
Carcharhinus amblyrhynchoides – gatunek rekina z rodziny żarłaczowatych (Carcharhinidae), występujący w tropikalnych wodach Oceanu Indyjskiego i południowo-zachodniego Oceanu Spokojnego, od Półwyspu Somalijskiego po Melanezję. Zamieszkuje płytkie wody o głębokości do 50 m. Posiada masywnie zbudowany korpus, krótki ostro zakończony szeroki pysk i krótkie szerokie płetwy piersiowe z charakterystycznymi ciemnymi zabarwieniami na końcach. Osiąga zwykle do 1,5 m długości.
Głównym pożywieniem tego rekina są małe ryby kostnoszkieletowe, rzadziej poluje na głowonogi, skorupiaki i ryby chrzęstnoszkieletowe. Podobnie jak inne żarłaczowate, jest żyworodny. Samica po trwającej 9-10 miesięcy ciąży rodzi zazwyczaj do 6 młodych. W zależności od położenia geograficznego poród następuje od grudnia do lutego. C. amblyrhynchoides jest potencjalnie niebezpieczny, choć jak dotąd brakuje danych na temat ataków na ludzi. Poławiany sporadycznie, brak jednak szczegółowych danych na ten temat. Czasami znajdowany jako przyłów. Cenione są szczególnie jego płetwy, ale również mięso i olej z wątroby. Międzynarodowa Unia Ochrony Przyrody (IUCN) uznała, że jest to gatunek bliski zagrożenia (NT).

## Taksonomia i filogenetyka
Rekin ten został opisany przez australijskiego ichtiologa Gilberta Percy’ego Whitleya w 1934 roku na łamach naukowego periodyku Memoirs of the Queensland Museum jako Gillisqualus amblyrhynchoides. Typowym okazem (holotyp) była młoda samica mierząca 60 cm, wyłowiona w okolicach Cape Bowling Green u wybrzeża stanu Queensland. Stąd też pochodzi jedna ze zwyczajowych angielskich nazw, "Queensland shark". Późniejsi autorzy uznali rodzaj Gillisqualus za synonim rodzaju Carcharhinus.
W przypadku większości gatunków rodzaju Carcharhinus ewolucyjne relacje są słabo poznane. Jack Garrick w 1982 roku na podstawie cech morfologicznych za najbliższych krewnych C. amblyrhynchoides uznał żarłacza czarnopłetwego (C. limbatus) oraz C. brevipinna. W 1988 roku Leonard Compagno, opierając się na fenetycznych badaniach, dołączył do "grupy limbatus" również C. leiodon i C. isodon. Gavin Naylor w 1992 roku nie objął swoją analizą filogenetyczną C. amblyrhynchoides, dowiódł jednak, że pomimo podobieństw morfologicznych C. limbatus, C. brevipinna i C. isodon nie są bezpośrednio blisko spokrewnione, czym obalił dotychczasowy skład "grupy limbatus". W 1992 roku S. Laverly w pracy dotyczącej elektroforezyjnej analizy filogenetycznych relacji pomiędzy 17 australijskimi gatunkami żarłaczowatych dowiódł bliskiego pokrewieństwa C. amblyrhynchoides z żarłaczem czarnopłetwym i C. tilstoni. Chociaż C. amblyrhynchoides i C. tilstoni uznane zostały za taksony siostrzane, to C. amblyrhynchoides posiada więcej wspólnych morfologicznych cech z C. limbatus. Tillett i inni w 2012 roku wskazali na bliższe pokrewieństwo C. amblyrhynchoides z C. limbatus, niż C. tilstoni.

## Występowanie i środowisko
Carcharhinus amblyrhynchoides zamieszkuje tropikalne wody Oceanu Indyjskiego i południowo-zachodniego Oceanu Spokojnego. Na zachodzie spotykany jest głównie u wybrzeży Półwyspu Somalijskiego, na południu Półwyspu Arabskiego, w Zatoce Adeńskiej i Zatoce Perskiej, u wybrzeży północno-wschodniego Madagaskaru, w wodach wokół Archipelagu Aldabra, Archipelagu Czagos, Wyspy Sokotra, Wysp Agalega, na Seszelach, Amirantach, Komorach, Malediwach i Maskarenach. Na północy zamieszkuje wybrzeża Pakistanu, wschodnie i południowe wybrzeża Indii, Zatokę Bengalską, Lakszadiwy, Andamany i wody wokół Cejlonu. Najczęściej spotykany jest na wschodzie Oceanu Indyjskiego, między innymi w całym Morzu Południowochińskim (od Tajwanu po Półwysep Malajski), w morzach Celebes, Timor, Banda, Arafura, na całej długości północnego wybrzeża Australii, wokół Nowej Gwinei. Liczny jest również na południowym zachodzie Pacyfiku, w Morzu Koralowym, na Mikronezji, Palau, Vanuatu, Wyspach Salomona, a nawet na Fidżi. Preferuje płytkie przybrzeżne wody wzdłuż górnych półek szelfów kontynentalnych o głębokości do 50 m, choć sporadycznie spotykany jest również głębiej.

## Cechy morfologiczne

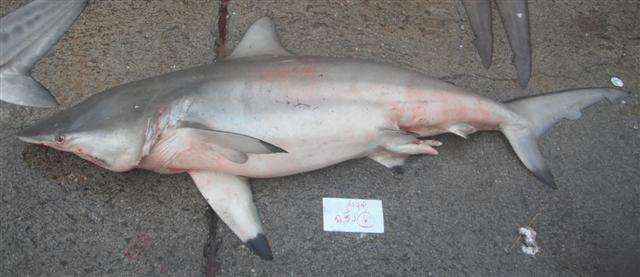
C. amblyrhynchoides wyłowiony w porcie Ranong, Tajlandia.

Pomimo angielskiej nazwy zwyczajowej "graceful" (pełen wdzięku) rekin ten posiada dość masywny i nieproporcjonalny w porównaniu do innych gatunków Carcharhinus korpus. Klinowaty pysk jest krótki i spiczasty, z szerokim U-kształtnym otworem gębowym. W szczęce mieści się od 60 do 66 zębów. Górne zęby mają kształt zwężających się na szczycie trójkątów, z ostrymi ząbkowanymi krawędziami. Dolne zęby są węższe, ostrzej zakończone o gładszych krawędziach i chropowatej tylnej powierzchni. W obu przypadkach im dalej są położone na boki, tym bardziej zaginają się ku tyłowi. Stosunkowo duże okrągłe oczy posiadają fałdy półksiężycowate spojówek (ochraniające migotkę). Nad nimi znajdują się małe owalne tryskawki. Rekin posiada pięć równych par szczelin skrzelowych o długości od 11 do 15 cm.
Wysoko położona niska pierwsza płetwa grzbietowa jest w kształcie lekko zagiętego ku tyłowi sierpa, z wolną dystalną końcówką. Podstawa płetwy grzbietowej leży na wysokości tylnych krawędzi płetw piersiowych. Nie występuje wyraźny łuk grzbietowy pomiędzy płetwami grzbietowymi. Druga płetwa grzbietowa jest mała i niska. Leży równo nad małą sierpowatą płetwą odbytową. Płetwy piersiowe, krótkie i szerokie, przyjmują kształt trójkątów. Płetwy brzuszne są większe od płetwy odbytowej. U samca z części płetw brzusznych wykształcił się narząd kopulacyjny zwany pterygopodium. Na końcu ogona mieści się duża szeroka płetwa ogonowa. Górny łuk płetwy ogonowej kilkakrotnie dłuższy od dolnego. Na końcu rekin posiada wyraźnie zaznaczony fałd skórny, bez poprzedzającego go księżycowatego wycięcia. Skórę pokrywają romboidalne połyskujące łuski plakoidalne zwane "skórnymi zębami". Rekin ten cechuje się jasnoszarym, rzadziej ciemnoszarym ubarwieniem. Na końcach drugiej płetwy grzbietowej, płetw piersiowych i dolnego łuku płetwy ogonowej widoczne są czarne plamy. Wielkość nie jest cechą dymorfizmu płciowego. Zarówno samce i samice dorastają do około 150 cm (maksymalnie 167 cm) przy masie 24–30 kg.

## Ekologia i zachowanie
Głównym pożywieniem tego rekina są małe ryby kostnoszkieletowe takie jak ostrobokowate (stanowiące 60% diety), żagiewkowate, luszczowate (Haemulopsis i Plectorhinchus), lucjanowate i wiciakowate. Dużo rzadziej poluje on na głowonogi i skorupiaki (kraby, krewetki i równonogi). Niekiedy żywi się także rybami chrzęstnoszkieletowymi, szczególnie koleniokształtnymi (Squalus notocaudatus). Głównymi pasożytami C. amblyrhynchoides są tasiemce Heteronybelinia estigmena, Dasyrhynchus variouncinatus, Callitetrarhynchus gracilis i Cathetocephalus australis. Ryba pada niekiedy ofiarą większych rekinów, głównie żarłacza tygrysiego i żarłacza galapagoskiego.

### Cykl życiowy

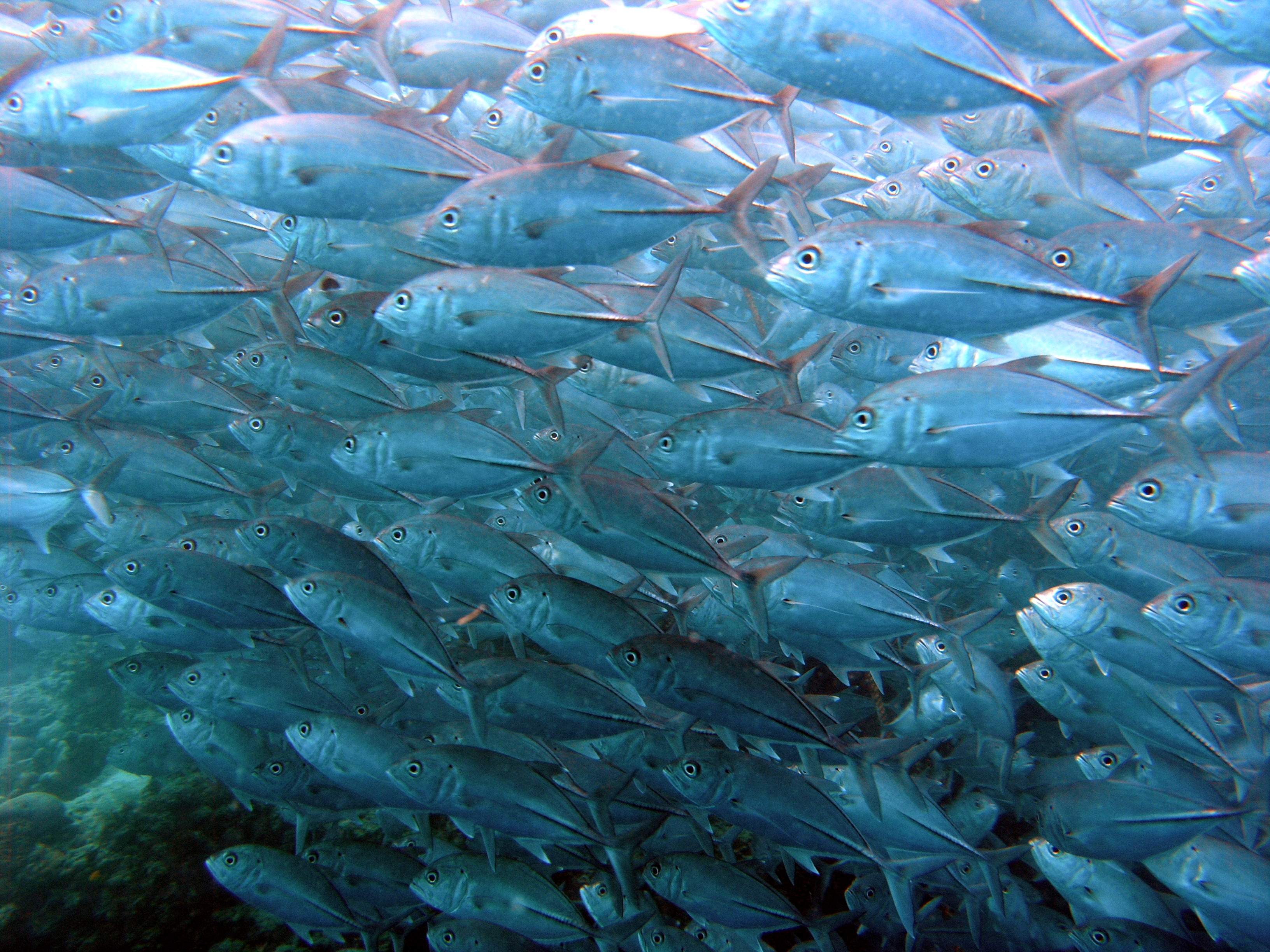
Podstawowe pożywienie C. amblyrhynchoides – ryby z rodziny ostrobokowatych (karanks smugowy)

Podobnie jak inne żarłaczowate, jest żyworodny. Samce osiągają dojrzałość płciową przy długości 100–110 cm, samice zaś przy po osiągnięciu 110–115 cm, w obu przypadkach zazwyczaj w wieku około 5-6 lat. Kopulacja ma miejsce w lutym (populacje zamieszkujące północne obszary) lub od marca do kwietnia (populacje północnej Australii i Oceanii). W tym okresie pobudzone samce uporczywie próbują doprowadzić do kopulacji, często w sposób agresywny, gryząc samicę w okolicy płetwy grzbietowej. Jest to typowe zachowanie dla żarłaczowatych. Kopulacja odbywa się za pomocą pterygopodium, narządu wykształconego z dystalnych fragmentów płetw brzusznych u samców. Ciąża trwa zazwyczaj 9-10 miesięcy. Embriony w ciele matki zużywają zapasy żółtka z pęcherzyka żółtkowego, który później łączy się ze ścianą macicy tworząc tzw. łożysko żółtkowe, dzięki któremu dostarczane jest pożywianie z organizmu matki. W zależności od położenia geograficznego młode rodzą się od grudnia do lutego, w płytkich przybrzeżnych wodach, dużo bezpieczniejszych od otwartej toni głębszych wód. Dzięki temu chronione są lepiej przed atakami drapieżników. Samica rodzi od 1 do 6 (9) młodych, mierzących około 50–60 cm. Liczba młodych zależy od wielkości matki, czym większa samica, tym większy miot. Brakuje danych na temat długości życia "C. amblyrhynchoides", prawdopodobnie tak jak C. tilstoni i C. limbatus dożywa on 12-14 lat.

## Relacje z ludźmi
Z uwagi na spore rozmiary C. amblyrhynchoides uważany jest za potencjalnie niebezpiecznego, choć jak dotąd nie ma danych na temat ataków na ludzi ze strony tego gatunku. Poławiany jest sporadycznie na potrzeby handlu u wybrzeży Tajlandii, Indii, Sri Lanki oraz w innych miejscach, za pomocą sieci skrzelowych lub specjalnych lin z haczykami. U wybrzeży północnej Australii gatunek ten stanowi niecałe 2% wszystkich połowów rekinów. Niekiedy znajdowany jako przyłów. Nie ma szczegółowych informacji na temat połowów na innych obszarach jego występowania. Cenione są szczególnie płetwy, ale również mięso i olej z wątroby. Mięso podawane jest świeże lub w formie suszonej lub solonej, płetwy wysyła się do Azji Wschodniej, gdzie stanowią przysmak jako składnik zupy z rekina. Olej z wątroby przerabiany jest na potrzeby przemysłu farmakologicznego. Międzynarodowa Unia Ochrony Przyrody (IUCN) wpisała C. amblyrhynchoides do Czerwonej księgi gatunków zagrożonych ze statusem gatunku bliskiego zagrożenia (NT).